# La saga dei Nibelunghi
La saga dei Nibelunghi (Ring of the Nibelungs), conosciuto anche con il titolo The Ring and the Dragon - La leggenda dei Nibelunghi, è una miniserie televisiva del 2004 diretto da Uli Edel. La pellicola è una trasposizione del poema epico tedesco La canzone dei Nibelunghi.

## Trama
Nel V secolo, il castello del re Siegmund e della regina Siegland, sovrani del regno di Xanten, viene attaccato dal popolo sassone guidato dai Re Gemelli. Per poterlo salvare, il figlio di tre anni dei regnanti, Sigfrido, viene abbandonato lungo il corso delle acque di un fiume. Perduta la memoria, viene ritrovato dal fabbro Eyvind che decide di tenerlo con sé, chiamandolo Eric.
Dodici anni dopo, una notte un meteorite cade poco distante dalla casa di Eric; il giovane raggiunge il luogo dell'impatto e lotta con una sconosciuta, atterrandola. Questi è Brunilde, regina d'Islanda, che vede avverarsi la profezia secondo la quale un uomo l'avrebbe battuta e sarebbe diventato suo compagno. Dopo una notte d'amore, la donna scompare con il suo pezzo di meteorite, dicendo però che avrebbe aspettato Eric finché non avesse scoperto le sue vere origini.
Eric e suo padre raggiungono il regno di Burgundia per vendere le loro spade e scoprono come il drago Fáfnir semini il terrore, e neanche il re Gunther riesca a sconfiggerlo. Forgiata Balmung, una spada con il metallo del meteorite, Eric uccide la bestia, e grazie al suo sangue diventa invincibile e i suoi sensi si intensificano. Nonostante i fantasmi dei Nibelunghi lo minaccino delle maledizioni che gravano sul tesoro custodito dal drago, infatti chi se ne impossessa muore di morte violenta ma Eric se ne impossessa lo stesso, e tenendo Andvaranautr, l'Anello dei Nibelunghi, l'oggetto più antico e più prezioso del tesoro, per sé, indossandolo e divenendo il legittimo proprietario di tutte quelle ricchezze. Fuori dalla caverna i Nibelunghi lo avvisano che un giorno colui che sarà il suo futuro nemico troverà la sua debolezza e attraverso essa lo distruggerà ma poco dopo viene assalito da Alberich un ex Nibelungo che aveva cercato di impadronirsi del tesoro ma era stato privato così dai suoi compagni della sua immortalità ma Eric riesce a sconfiggerlo e per evitare di essere ucciso gli cede il suo elmo magico capace di far assumere chi lo indossa le sembianze di chiunque altro pronunciando un'apposita formula magica che gli svela. Dopo averne avuto prova decide di lasciarlo andare ma i fantasmi dei Nibelunghi lo avvertono che avrebbe dovuto uccidere Alberich finché era in tempo perché il Nibelungo tenterà di vendicarsi rivelandogli come lui li ha traditi per tenere il tesoro per sé per avidità. Eric propone ai Nibelunghi un patto dividere a metà il tesoro ma i Nibelunghi accecati dalla loro stessa avidità rifiutano dicendo che metà del tesoro o anche l'intero tesoro e perfino l'anello basterebbero a far ricadere l'intera maledizione su di lui. Eric stufatosi della cocciutaggine e dell'avidità dei Nibelunghi decide di tenere l'intero tesoro per sé e condividerlo successivamente con la sua amata Brunilde a cui vuole portarlo come dote e pegno d'amore. Tornato a casa e rivelata a Re Gunther l'esistenza del tesoro gli chiede di custodirlo cosa che il re accetta facendo portare il tesoro nella sua tesoreria.
Acclamato come eroe, al suo ritorno il Re gli domanda aiuto per sconfiggere una minaccia incombente, l'esercito sassone. Anche il fratello del Re, il Principe Giselher, vuole partecipare alla battaglia, ma dovrà rimanere nel regno, per prendere il posto del Re nel caso di morte. Alla vista e alla sconfitta dei Re Gemelli, Eric recupera la memoria, ricordando di essere l'erede al trono di Xanten ed è pronto per raggiungere e sposare Brunilde. Ma per mantenere il tesoro a Burgundia, Hagen, luogotenente del Re, grazie ad una pozione del padre, il nano traditore dei Nibelughi Alberich, fa innamorare Sigfrido di Crimilde, sorella del re, rendendo vecchio ed avvizzito il ricordo dell'amore provato per Brunilde.
Nel frattempo, Gunther pretende proprio la mano della Regina Brunilde, ma sa di non essere in grado di sconfiggerla, condizione unica per sposarla. Essendo a conoscenza del fatto che Sigfrido possiede il magico Tarnhelm, un elmo rubato ad Alberich che fa cambiare le sembianze di chi lo indossa, il Re chiede a Sigfrido di accompagnarlo e scontrarsi con Brunilde al suo posto. Durante la spedizione per l'Islanda, anche il Giselher si imbarca clandestinamente. Nonostante la rabbia e la delusione di Brunilde, che si vede ignorata da Sigfrido, con l'inganno dell'elmo l'eroe la sconfigge e, come ricompensa per il suo favore, Gunther chiede a Sigfrido di diventare suo fratello di sangue, insieme a Giselher. Sigfrido, non riesce a ferirsi per il patto, avendo ormai la pelle impenetrabile, resa così dal sangue del drago, ma l'unico punto che può essere trapassato sul suo corpo è alla base del collo, lembo di pelle coperto da una foglia durante il bagno nel sangue di Fáfnir.
Al ritorno a Burgundia, vengono celebrate le doppie nozze di Sigfrido e Crimilde e di Gunther e Brunilde; la prima notte di nozze però, quest'ultima rifiuta Gunther, poiché non riesce a sopraffarla come in Islanda, cosa che insospettisce la regina. Il re chiede nuovamente a Sigfrido di sostituirsi a lui, facendogli rubare la cintura che le donava suprema forza. Durante questo scambio, Giselher, già conscio del fatto che in realtà è stato Sigfrido a sfidare Brunilde al posto di Gunther in Islanda, avendo origliato nella stanza in cui suo fratello si era nascosto durante la sfida, scopre l'inganno ma non dice niente. Dopo questo ennesimo favore a Gunther però, Crimilde scopre Sigfrido, e chiede di conoscere la verità, chiedendole di mantenere il più assoluto riserbo per evitare uno scandalo.
Tuttavia Crimilde, in preda alla rabbia per il trattamento che Brunilde spesso le riserva, poiché la ritiene una nobile di rango inferiore, rivela la verità alla cognata dinanzi a tutta Burgundia.
Brunilde chiede così a suo marito vendetta per l'umiliazione e nonostante in un primo momento Gunther volesse limitarsi a bandire l'amico sentendosi inorridito dal tradire quello che è diventato un fratello ma Brunilde minaccia di uccidersi se non ucciderà l'eroe. Gunther disperato per evitare che ciò si verifichi acconsente, e Hagen si prepara ad assassinarlo. Quando però Crimilde pentita per quello che ha fatto e stanca delle macchinazioni di suo fratello, ormai corrotto, chiede di nuovo udienza a Brunilde e le spiega la verità sulla pozione d'amore, facendo di nuovo cambiare idea alla regina sulla sorte di suo cognato, Hagen uccide Sigfrido, trafiggendolo nell'unico punto dove poteva essere ucciso poiché non immerso nel sangue del drago. Rendendosi conto che i Nibelunghi avevano ragione e che La maledizione del Tesoro dei Nibelunghi si è infine avverata. Hagen stesso si rivela la vera incarnazione della maledizione del tesoro infatti per tutto questo tempo macchinava di prendere il tesoro per sé e stava soltanto aspettando il momento giusto per potersi sbarazzare di Sigfrido e reclamare tutto il tesoro. In punto di morte, col potere della pozione ormai cessato, Sigfrido pronuncia come ultima cosa, il nome della sua amata Brunilde, sentendola piangere per avere scoperto la sua sorte.
Ritornati a casa con il cadavere di Sigfrido, Hagen e Gunther raccontano di essere stati assaliti dai Sassoni, ma Crimilde li smaschera davanti a tutto il regno, col supporto di Giselher, ormai stanco delle bugie di suo fratello e del suo consigliere, e, dopo aver gettato via Andvaranautr, ricevuto come pegno d'amore da Sigfrido in quanto voleva che possedesse lei il tesoro come atto di profondo amore, Crimilde avendo perso Sigfrido che era il suo unico vero tesoro che abbia mai voluto avendolo amato sinceramente e che ora ha perso per sempre, inorridita dall'avidità del fratello e del suo ipocrita consigliere, cede i suoi diritti sul tesoro e Gunther ed Hagen si sfidano per impossessarsi dell'Anello dei Nibelunghi. Infatti la maledizione ha effetto immediato sui cuori avidi e malvagi mentre nel caso di Sigfrido non ha avuto subito effetto essendo il suo cuore puro e non mosso da avidità mentre nel caso di Gunther e Hagen ha avuto subito effetto essendo corrotti e avidi nel loro cuore. Hagen riesce ad uccidere Gunther, ma subito dopo Brunilde avendo capito che è stata colpa sua se è accaduto quanto è successo all'uomo che amava e che lo ha fatto unicamente per la sua avidità lo sfida uccidendolo a sua volta. Sigfrido viene omaggiato con un funerale vichingo e, sulla nave, la cui prora è adornata col teschio di Fáfnir, che va alla deriva e a fuoco, piena degli oggetti preziosi dei Nibelunghi, Brunilde non volendo vivere senza il suo amato salita sulla barca funebre si trafigge con Balmung, morendo accanto al suo amore per stare insieme con lui per sempre e trovando la pace in fondo al letto del fiume, circondati dal tesoro dei Nibelunghi. Dopo quel momento le loro anime veglieranno sul tesoro per sempre essendo stati gli unici a esserne degni non avendo mai voluto il tesoro per avidità bensì per amore spezzando così la maledizione del tesoro dei Nibelunghi con il loro amore.

## Distribuzione
Il film è uscito tra il 2004 e il 2006 e negli altri paesi ha mantenuto integro il titolo originale, affiancato dalle varie traduzioni:
| Date di distribuzione | Date di distribuzione           | Date di distribuzione  |
| Paese                 | Titolo                          | Date                   |
| --------------------- | ------------------------------- | ---------------------- |
| Italia                | La Saga dei Nibelunghi          | 30 agosto 2005 (DVD)   |
| Germania              | Die Nibelungen                  | 29 novembre 2004 (DVD) |
| U.S.A.                | Curse of the Ring               | 27 marzo 2006 (DVD)    |
| Finlandia             | Legenda Niebelungin sormuksesta | 27 luglio 2005 (DVD)   |
| Francia               | L'Anneau sacré                  | Novembre 2005 (DVD)    |
| Spagna                | El Reino del anillo             | 27 aprile 2005 (DVD)   |
| Argentina             | La Maldición del anillo         | 1º giugno 2005 (DVD)   |
| Regno Unito           | Curse of the Ring               | 19 novembre 2004 (DVD) |

Essendo un film per la TV, La saga dei Nibelunghi non è mai stato distribuito nelle sale cinematografiche; in Italia il DVD in edizione a doppio disco è disponibile dal 2005.
Il film, intitolato The Ring and the Dragon - La leggenda dei Nibelunghi e con un nuovo doppiaggio, è stato trasmesso in due parti da Italia 1 nel gennaio del 2007.

## Colonna sonora
Negli Stati Uniti la colonna sonora del film è stata distribuita dalla casa discografica Dancing Ferret Discs.

### Tracce
1. Drachengold - E Nomine
2. Gone with the Wind - Blackmore's Night
3. Somewhere Before - The Dreamside
4. Drachentöter - Schandmaul
5. Uthark Runa - Therion
6. Prolog / Andro - Faun
7. Owe War Sint Verswunden - Estampie
8. Winterborn (Subway To Sally Remix) - The Crüxshadows
9. Unda - Faun
10. Egodram! - Das Ich
11. Shadow Of The Moon - Blackmore's Night
12. Dulcissima (Cantus Buranus) - Corvus Corax
13. Forskaen - The Dreamside
14. Schicksal - Ilan Eshkeri
15. Eversleeping - Xandria
16. Todesfinale - Ilan Eshkeri
17. Remember Me - Qntal
18. Lebenslicht - Barbi Schiller
19. Riding On The Rocks - Katie Knight Adams